# Llista de fabricants de microcotxes dels Països Catalans
Aquesta és una llista amb els fabricants de microcotxes dels Països Catalans al llarg de la història. La llista aplega totes aquelles empreses o particulars residents als Països Catalans que han fabricat microcotxes en algun moment de la seva existència (gairebé totes, durant la dècada de 1950). Per tal de facilitar-ne la consulta, s'indica la marca comercial amb què es vengueren els microcotxes (no la raó social de l'empresa), així com el període durant el qual es fabricaren (de - a) i el territori i comarca on l'empresa tenia la seu.

## Microcotxes produïts als Països Catalans
| Lletra | Marca            | De      | A       | Territori | Comarca           | Ciutat                   |
| ------ | ---------------- | ------- | ------- | --------- | ----------------- | ------------------------ |
| A      | AISA             | 1952    | 1954    | CA        | Segarra           | Cervera                  |
| A      | Aleu             | 1952    | 1956    | CA        | Barcelonès        | Barcelona                |
| A      | Audenis          | Anys 50 | Anys 50 | CA        | Barcelonès        | Barcelona                |
| B      | Badía            | 1952    | 1952    | FP        | Llitera           | Esplucs                  |
| B      | Barcino          | 1960    | 1960    | CA        | Barcelonès        | Barcelona                |
| B      | BCB              | 1952    | 1953    | CA        | Barcelonès        | Barcelona                |
| B      | Biscúter         | 1954    | 1960    | CA        | Barcelonès        | Sant Adrià de Besòs      |
| B      | Boli             | 1949    | 1959    | PV        | Ribera Alta       | Algemesí                 |
| C      | Camilo           | 1943    | 1943    | CA        | Barcelonès        | Barcelona                |
| C      | Capella          | 1954    | 1954    | CA        | Barcelonès        | Barcelona                |
| C      | Centauro         | 1952    | 1952    | CA        | Vallès Oriental   | Martorelles              |
| C      | Cimera           | 1949    | 1959    | PV        | Ribera Alta       | Algemesí                 |
| C      | Clúa             | 1953    | 1960    | CA        | Barcelonès        | Barcelona                |
| C      | CMV              | 1944    | 1945    | PV        | València          | València                 |
| D      | David            | 1951    | 1957    | CA        | Barcelonès        | Barcelona                |
| D      | Delfín           | 1958    | 1958    | CA        | Barcelonès        | Barcelona                |
| D      | Dunjó            | 1955    | 1955    | CA        | Vallès Occidental | Santa Perpètua de Mogoda |
| F      | F.G.L.           | 1959    | 1959    | PV        | Baix Segura       | Almoradí                 |
| F      | FH               | 1956    | 1960    | CA        | Barcelonès        | Barcelona                |
| H      | Harry Walker     | Anys 50 | Anys 50 | CA        | Barcelonès        | Barcelona                |
| H      | Huracan          | 1958    | 1958    | CA        | Barcelonès        | Barcelona                |
| J      | JBR              | 1947    | 1947    | CA        | Barcelonès        | Barcelona                |
| J      | Junior           | 1955    | 1956    | CA        | Barcelonès        | Barcelona                |
| J      | Jurka            | 1954    | 1954    | CA        | Segarra           | Cervera                  |
| K      | Kapi             | 1950    | 1956    | CA        | Barcelonès        | Barcelona                |
| K      | Kover-Capilla    | 1953    | 1953    | PV        | València          | València                 |
| M      | Maquitrans (MT)  | 1957    | 1957    | CA        | Barcelonès        | Barcelona                |
| M      | Movilutil        | 1957    | 1957    | CA        | Barcelonès        | Barcelona                |
| M      | Mustang          | 1959    | 1959    | CA        | Barcelonès        | Barcelona                |
| M      | Mymsa            | 1957    | 1957    | CA        | Barcelonès        | Barcelona                |
| N      | Narcla           | Anys 50 | Anys 50 | CA        | Gironès           | Girona                   |
| P      | Pinguy           | 1958    | 1959    | CA        | Barcelonès        | Barcelona                |
| P      | PTV              | 1956    | 1961    | CA        | Bages             | Manresa                  |
| P      | Pulga            | 1952    | 1952    | PV        | Vall d'Albaida    | Ontinyent                |
| P      | Pulga            | 1952    | 1953    | IB        | Mallorca          |                          |
| R      | Reddis           | Anys 50 | Anys 50 | CA        | Camp de Tarragona | Reus                     |
| R      | Rieju            | 1955    | 1955    | CA        | Alt Empordà       | Figueres                 |
| S      | Salomó           | 1948    | 1948    | CA        | Maresme           | Mataró                   |
| S      | Samoes           | 1955    | 1955    | PV        | València          | València                 |
| S      | Simó-C. Marrugat | 1957    | 1957    | CA        | Barcelonès        | Barcelona                |
| T      | Tachó            | 1950    | 1953    | CA        | Bages             | Manresa                  |
| T      | Topolino         | 1951    | 1951    | IB        | Mallorca          | Mallorca                 |

Notes
1. ↑  CA: Principat de Catalunya / FP: Franja de Ponent / IB: Illes Balears / PV: País Valencià
2. ↑  S'indica la ciutat seu de l'empresa fabricant, en cas de cenèixer-se
3. ↑  Fabricat per Manufactures Mecàniques Aleu a Barcelona. Es tracta, segons unes altres fonts, del fabricant de motocicletes Aleu.
4. 1 2 3 4 5  Una sola unitat, fabricada per un particular
5. ↑  Prototipus dissenyat per Montesa
6. ↑  Motocarro elèctric
7. ↑  Microcotxe AISA/Jurka fabricat per Carrosseries Capella
8. ↑  Fabricat per RE.I.NA.
9. ↑  MT era la marca amb què Maquitrans comercialitzava alguns dels seus productes
10. ↑  Segona marca de Kapi
11. ↑  Carrocerías Marrugat era una empresa barcelonina que s'associà amb Simó el 1957
12. ↑  Possiblement fou el Pulga, fabricat a Ontinyent i Mallorca simultàniament

## Microcotxes deslocalitzats
Tot seguit, es llisten microcotxes produïts fora dels Països Catalans per empresaris originaris d'aquests territoris:
- Borinot: Produït a Pamplona pel barceloní Lluís Alonso.[1]
- Cofersa: Presentat a Madrid per l'empresa de l'oriolà José Mercader, Construcciones Ferrusola, S.A. No es va arribar a fabricar.[2]

## Microcotxes d'origen incert
Tot seguit, es llisten microcotxes produïts en algun indret no aclarit de l'estat espanyol. Per càlcul de probabilitats, alguns o tots ells podrien ser fets als Països Catalans:
- Huertas
- Jet
- JPS
- Movielectra